# 杨伯文
杨伯文（英語：Bowen Yang，1990年11月6日—），生于澳大利亚布里斯班，是一名美国华裔喜剧演员兼编剧。

## 个人经历
杨伯文出生于澳大利亚布里斯班的一个华裔家庭，双亲皆为中国大陆移民，随后迁居至加拿大蒙特利尔和美国丹佛附近的小城——奥罗拉。在奥罗拉读高中时，杨伯文获得了“日后会在《周六夜现场》出道”("Most likely to be a cast member on Saturday Night Live") 的称号。
因在电视上看到电视剧《医人当自强》中韩裔演员吴珊卓的角色后，杨伯文立志学医，在纽约大学读微生物系学士。杨伯文称，吴珊卓在该剧的演技也令他开始投入喜剧这一行。
2018年起，杨伯文成为《周六夜现场》第44季小品编剧人员，其后从第45季开始成为客座演员。他也因此成为了該節目史上首位华裔演员。

## 参与作品
- 《大城小妞》（饰多角）
- 《非凡浪漫》（饰Donny的朋友）
- 《熱戀彩虹島》（饰霍伊）
- 《加菲猫家族》(饰瘦狗)
- 《魔法壞女巫》（饰 芬尼）